# Льон тонколистий
Льон тонколистий (Linum tenuifolium) — багаторічна трав'яниста рослина роду льон (Linum).

## Ботанічний опис
Стебла 20-40 см заввишки, густо облиствене, внизу іноді злегка опушене, зверху голе.
Листки лінійні або лінійно-шилоподібні, по краю гостро-шорсткі.
Цвіте у травні-серпні.

## Поширення
Вид поширений у Європі та Азії. В Україні зустрічається у лісостепу, степу та у Криму, росте на сухих кам'янистих схилах, вапнякових та крейдяних відслоненнях.

## Галерея

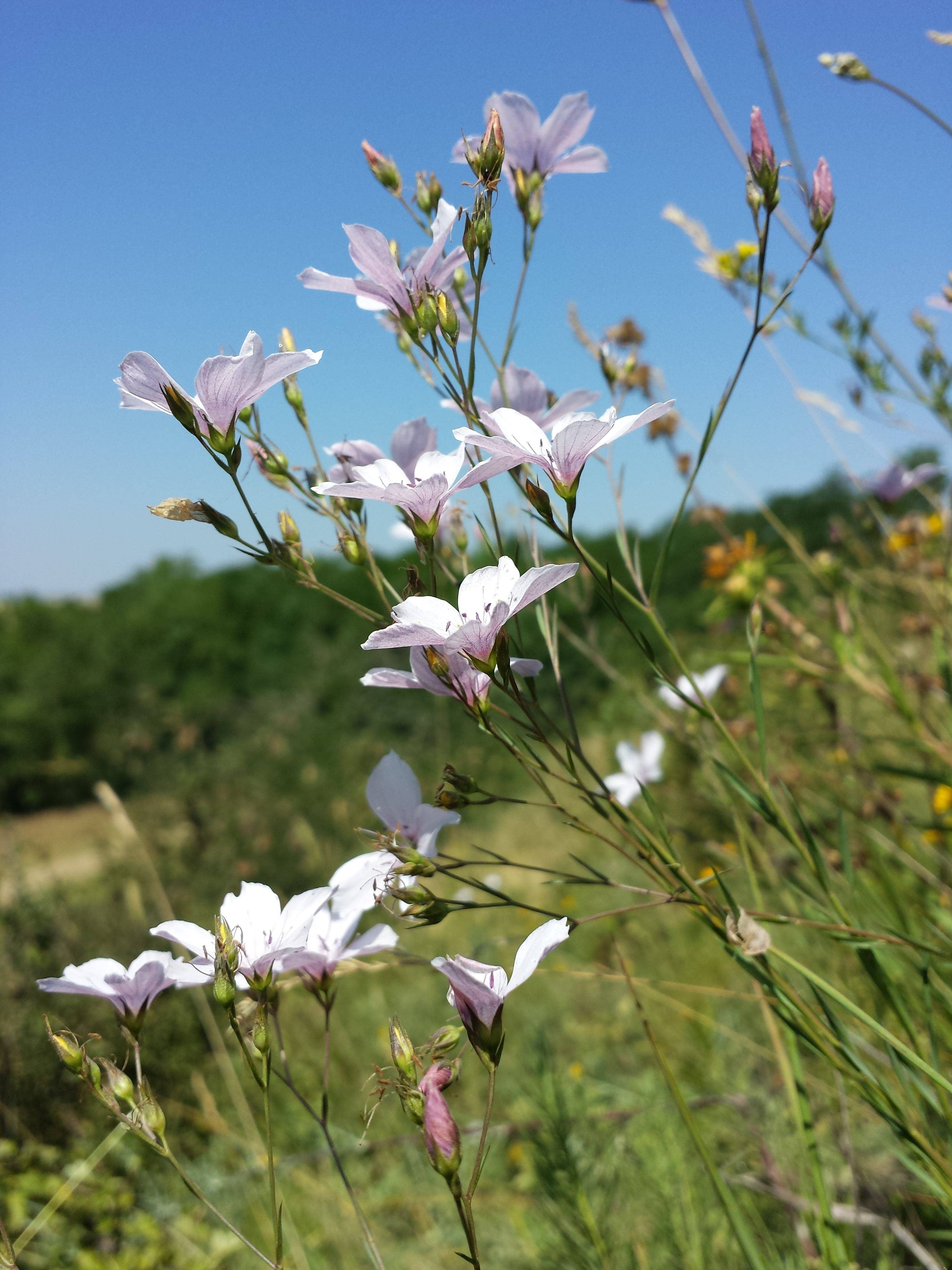
середовище проживання
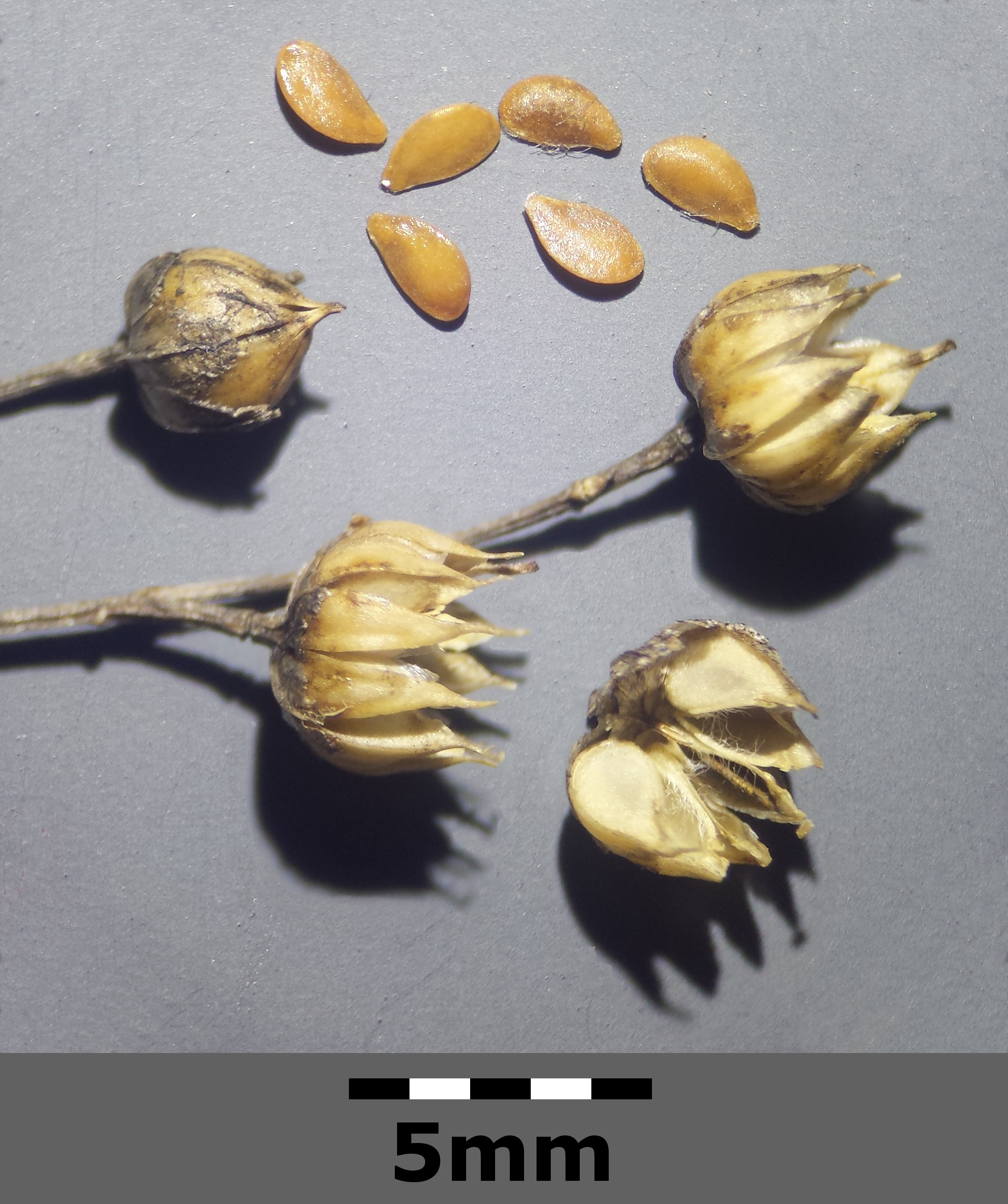
плоди й насіння
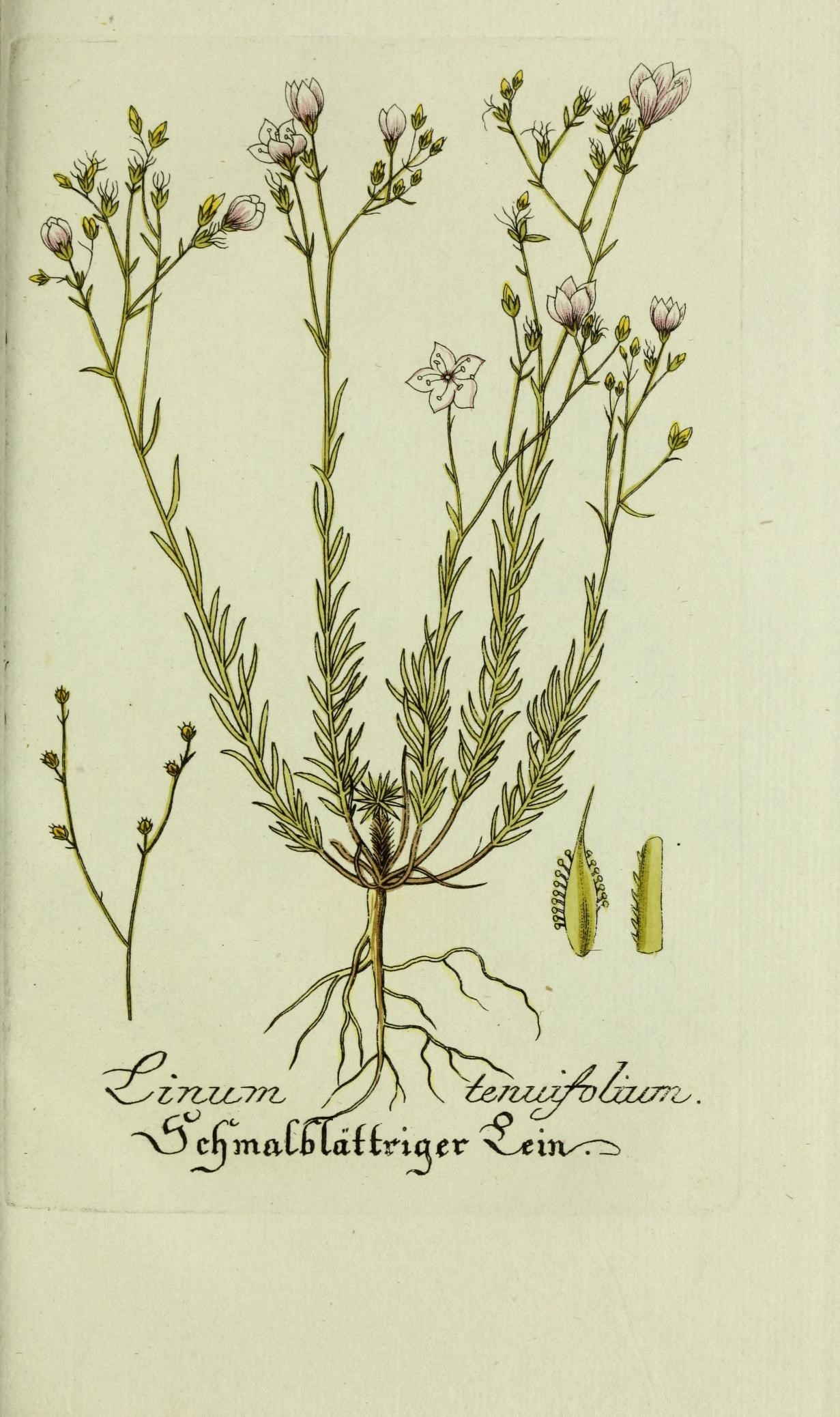
ілюстрація